# Покарёво
Покарёво — деревня в Великолукском районе Псковской области России. Входит в состав сельского поселения «Пореченская волость».
Расположена в центре района в 6 км к северо-западу от волостного центра Купуй и в 12 км к югу от райцентра Великие Луки.

## Население
| 2001 | 2002 | 2010 |
| ---- | ---- | ---- |
| 5    | ↗11  | ↘7   |

Численность населения по оценке на 2000 год составляла 5 жителей, на 2010 год — 12 жителей.